# Zhang Yuzhe (cràter)
Zhang Yuzhe és un cràter d'impacte situat a la cara oculta de la Lluna, prop de el Pol Sud lunar. Es troba entre els prominents cràters Crommelin i Zeeman.

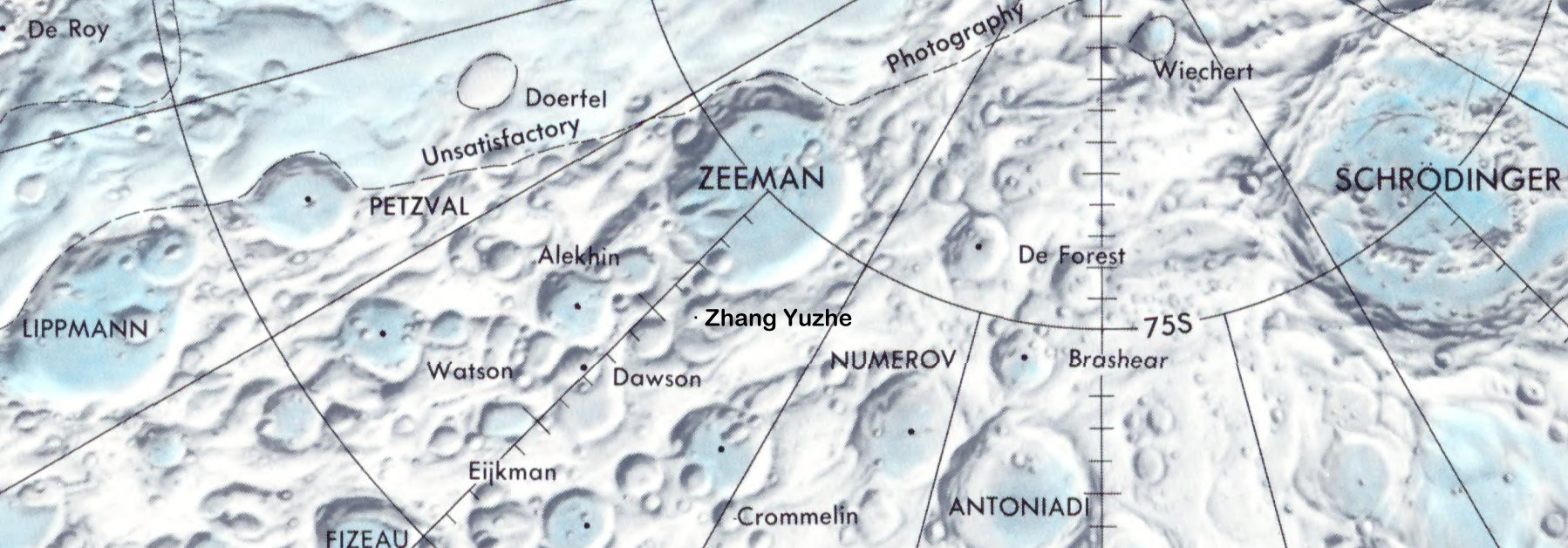
Localització de Zhang Yuzhe (prop del centre de la imatge)

El cràter presenta un contorn relativament ovalat, amb l'eix est-oest una mica més llarg l'eix nord-sud. El seu fons presenta nombrosos impactes de mida mitjana.
El nom va ser adoptat a l'agost de 2010 per resolució de la UAI en memòria de l'astrònom xinès Zhang Yuzhe (张钰哲) (1902-1986).